# Rose Harel
Pour les articles homonymes, voir Harel.
Rose Harel, née à Bellou le 8 avril 1826 et morte à Lisieux le 4 juillet 1885, est une poétesse et goguettière française.

## Biographie
Rose Harel, née de père inconnu, a été tisserande à Vimoutiers, puis servante à Pont-l’Évêque et à Lisieux. Elle a appris à lire presque seule vers sa treizième année en découvrant dans un grenier le Télémaque de Fénelon. Plus tard, une amie lui a donné des leçons d’écriture le soir. Cette « illettrée qui faisait des vers et brûlait ses sauces » s’est alors mise à étudier à l’âge de trente ans l’histoire, l’antiquité grecque et romaine, la littérature européenne, la philosophie. Madame de Besneray (auteur de Rose Harel, servante-poète) l'a arrachée à sa condition et recueillie. Rose Harel a laissé deux volumes, tous deux édités par souscriptions, avant de mourir d’une maladie de poitrine contractée dans les lieux malsains où elle avait passé sa jeunesse à travailler.
Le goguettier lyonnais puis parisien Xavier Privas cite Rose Harel au nombre des goguettières fameuses, aux côtés d'Élisa Fleury et Madame Élie Deleschaux, de Paris, Reine Garde, d'Aix et Antoinette Quarré, de Dijon.

## Œuvres
- L’Alouette aux blés, Ledoyen 1864.Lire en ligne
- Fleurs d’automne, 1885.